# Kobe-moskén
Kobe-moskén (japanska: 神戸モスク?, Kōbe-mosuku), också känd som Kobes muslimska tempel (神戸回教寺院) eller Kobes muslimska moské (神戸ムスリムモスク) uppfördes i oktober 1935 i Kobe och är Japans första moské. Konstruktionen finansierades av donationer insamlade av den islamiska kommittén i Kobe från 1928 till grundandet 1935.
Moskén byggdes i traditionell turkisk stil av tjecken Jan Josef Švagr (1885–1969), arkitekten bakom många religiösa byggnader i Japan.